# Radi Birol
Mimar Radi Birol, född 18 april 1927 i Istanbul, död där 27 januari 2011, var en turkisk-svensk arkitekt.
Birol, som var son till radiooperatör Mehmet Cemal Birol och Fatma Birol, avlade arkitektexamen vid konstakademin i Istanbul 1950 och innehade eget arkitektkontor i samma stad 1951–1956. Han anställdes på Harry Eglers stadsplanebyrå i Stockholm 1956, på Gustaf Lettströms arkitektkontor 1960 och på Forsman Snellman arkitektkontor 1964. Bland hans utförde arbeten märks hotell, stadsplaner, ministerbyggnad och landsvägar i Turkiet, centralbibliotek i Eskilstuna (1962), Sankt Eriks-Mässans möbelcentrum (1963–1964), ombyggnad av dess stora utställningshall (1961) och Sörbyskolan i Gävle (1960–1964). Han blev ledamot av Enskededalens sjukhusbyggnadskommitté 1965. Han var medlem av Turkiska arkitektföreningen TMO.